# Sempre (Gino Paoli)
Sempre è un album discografico di raccolta del cantautore italiano Gino Paoli pubblicato nel 1988.

## Tracce
1. Ti lascio una canzone
2. Cosa farò da grande
3. Coppi
4. Senza fine
5. Io so perché l'amore
6. Il cielo in una stanza
7. Una lunga storia d'amore
8. Averti addosso
9. Da lontano
10. Sassi
11. Col Branco
12. Genova non è la mia città